# Grupo de Forcados Amadores de Évora
O Grupo de Forcados Amadores de Évora é um grupo de forcados sedeado em Évora, tendo sido fundado em 11 de Agosto de 1963. Tem antiguidade reportada à data de fundação, não tendo no seu historial qualquer interregno.

## História
Com actividade ininterrupta desde a fundação, os Amadores de Évora são o 4º Grupo de maior antiguidade em Portugal, logo após dos Grupos de Santarém, Montemor e Lisboa.
A apresentação decorreu a 11 de Agosto de 1963 na Praça de Toiros do Redondo, com toiros da ganadaria Manuel Lampreia, tendo pegado em solitário os 6 toiros da corrida. O cabo fundador foi João Nunes Patinhas.
Em Setembro de 1963, na 3ª corrida do Grupo, fez a apresentação na Monumental do Campo Pequeno.
Ao longo da sua história o Grupo foi chefiado por 6 Cabos. O Cabo actual é João Pedro Nunes Oliveira, tendo assumido a chefia do Grupo a 29 de Junho de 2017, na tradicional corrida de S. Pedro em Évora.
Ao longo dos anos e desde 1963 o Grupo de Forcados Amadores de Évora teve corridas em todas as temporadas mantendo portanto a data da sua Fundação com a data de Antiguidade.
Muitas e diversas actuações teve este Grupo de Forcados Amadores e no seu historial registam-se dezenas de touradas de beneficência.
Difícil será destacar as actuações de maior importância no Historial do Grupo mas se se quisesse fazer referência a só uma corrida de toiros, provavelmente seria de elementar justiça a que se realizou em 12 de Setembro de 2003, na Praça de Évora onde os Amadores de Évora comandados por João Pedro Murteira Rosado pegaram 6 toiros desembolados de Murteira Grave. Foi a primeira vez que em Portugal se realizou uma corrida à portuguesa e com seis toiros desembolados. Actuaram os cavaleiros João Salgueiro, Vitor Ribeiro e Pedro Salvador. Pegaram de caras os forcados José Vilão, Francisco Tadeu Garcia, Pedro Mourinha Barradas, Bernardo Salgueiro Patinhas, Manuel Rovisco Pais e José Cortez Pereira. Uma corrida que ficou na História da Tauromaquia Portuguesa.

## Cabos
1. João Nunes Patinhas (1963–1989)
2. João Pedro Soares Oliveira (1989–2001)
3. João Pedro Murteira Rosado (2001–2008)
4. Bernardo Salgueiro Patinhas (2008–2011), destituído
5. António Vaz Freire Alfacinha (2011–2017)
6. João Pedro Nunes Oliveira (2017–presente)